# Palau Citterio
El Palau Citterio és un palau de Milà on que, de desembre 2024, hi ha l'exposició del Nou-cent de la Pinacoteca de Brera: és propi prop al Palau de Brera i a l'hort botànic.
Va ser construït per els Citterio del sigle XVIII i pues va ser comprat per els Fürstenberg i per els Rosenberg Colorni. En 1972 esdevé de propietat del Stat italià que vol donar-ho a Brera com a seu d'exposició, però els treballs duren molt i s'interrompen en moltes ocasions i va ser ocupat pel centre social Macao en 2012. Per fi, després dels treballs entre 2012 i 2018 i el seu acabament entre juny i octubre 2024, és obert al públic el 6 de desembre 2024.